# 恩菲爾德M1917步槍
恩菲爾德M1917步枪（M1917 Enfield，又名P17、P1917或Pattern 1917）是「美國恩菲爾德」（American Enfield）於1917至1918年間生產的.30-06口徑手動步槍，美國當時命名為，裝備一戰時期的美國軍隊。

## 歷史

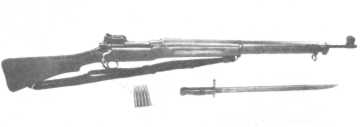
M1917步槍及P1913刺刀

當英國加入一戰時，急需在美國本土寻找承包商生產的步槍作軍備，當時的溫徹斯特及雷明登獲選並生產.303英寸口径彈藥的1914步槍（Pattern 1914，即P14）。其後，美國參加一戰後也面临步枪数量不足的问题需要更多步槍，美國軍械署提出採用由英国的.303口径改为.30-06口徑彈藥的P14步枪，这样不需对生产线作很大调整，在1917年开始生产。新步槍正式名称是“美国.30口径M1917型步枪”(United States Rifle, cal .30, Model of 1917)，也称为“恩菲尔德M1917”（英国人习惯称为P17），並由位於康乃狄克州紐黑文的溫徹斯特工廠及位於康乃迪克州Eddystone和紐約 Ilion的雷明登工廠生產，而專用的M1917刺刀由其他多間小廠生產。
M1917及M1903春田步槍作為一戰時美軍的主要制式步槍服役。在1918年11月11日，約75%的美國遠征軍（American Expeditionary Force）都裝備了M1917。停戰後，美軍把M1917撤装作儲備儲起。
在二戰開始初期，美國把儲備起來的M1917重新改造，並作訓練用途及通過租借法案向多個國家作出援助（包括英國、菲律賓、法國及中華民國），這批M1917步槍作噴沙及烘磷酸鹽處理，部份更改用樺木制的護木，其中送交英國的國土防衛軍（British Home Guard）的M1917印有紅色記號以避免士兵裝上P14的彈藥。

## 設計
M1917的前身P14步枪（从结构上不属于李-恩菲尔德“短”步枪系列）與李-恩菲爾德步槍同由位於英國恩菲爾德的英國皇家輕兵器工廠研制，李-恩菲爾德（如SMLE）採用.303 British口俓彈藥，但P14步枪改用类似毛瑟式枪机，而M1917在采用类似毛瑟式槍機的P14步枪基础上改为使用美國的.30-06彈藥。由于.30-06彈藥的直徑較細，因此內置彈倉可放6發子彈，但橋夾仍然只有5發，所以有一发要单独压进去。
由於兩次世界大戰之間儲備過剩，有些槍匠以M1917的槍機裝上雷明登M30系列上作運動步槍發售，約3000支7毫米口徑的M1917在1930年賣給洪都拉斯。

## 使用國
- 加拿大
- 中華民國
- 丹麦
- 法國
- 印度
- 愛爾蘭
- 拉脫維亞
- 马来西亚
- 納粹德國
- 荷蘭
- 新西兰
- 挪威
- 菲律賓
- 葡萄牙
- 越南共和国
- 英国
- 美国

## 流行文化

### 電子遊戲
- 2016年—《战地1》：游戏中命名为“M1917 Enfield”，为侦察兵专属武器，可选装消音器，是多人模式中唯一可选装消音器的主武器。
- 2021年—《應徵入伍》